# Ockelbo (gemeente)
Ockelbo is een Zweedse gemeente die gedeeltelijk in Gästrikland en gedeeltelijk in Hälsingland ligt. De gemeente behoort tot de provincie Gävleborgs län. Ze heeft een totale oppervlakte van 1135,5 km² en telde 6047 inwoners in 2004.

## Plaatsen
- Ockelbo (plaats)
- Åbyggeby
- Lingbo
- Åmot
- Jädraås
- Stenbäcken
- Ulvsta
- Gammelfäbodarna